# Bray-sur-Seine
Pour les articles homonymes, voir Bray.
Bray-sur-Seine est une commune française située dans le département de Seine-et-Marne, en région Île-de-France.

## Géographie

### Localisation
La commune de Bray-sur-Seine est située au sud-est du département de Seine-et-Marne sur les bords de Seine, à égale distance (≈ 20 kilomètres) entre Provins au nord, Montereau-Fault-Yonne à l'ouest et Sens (Yonne) au sud. Elle était chef-lieu de canton de vingt-trois communes jusqu'en mars 2015.
Elle fait partie de la plaine de la Bassée.

### Communes limitrophes
|                    | Mouy-sur-Seine |         |
|                    | Bray-sur-Seine | Jaulnes |
| Mousseaux-lès-Bray |                |         |

### Géologie et relief
La commune est classée en zone de sismicité 1, correspondant à une sismicité très faible. L'altitude varie de 54 mètres à 82 mètres pour le point le plus haut , le centre du bourg se situant à environ 59 mètres d'altitude (mairie).

### Hydrographie

#### Réseau hydrographique

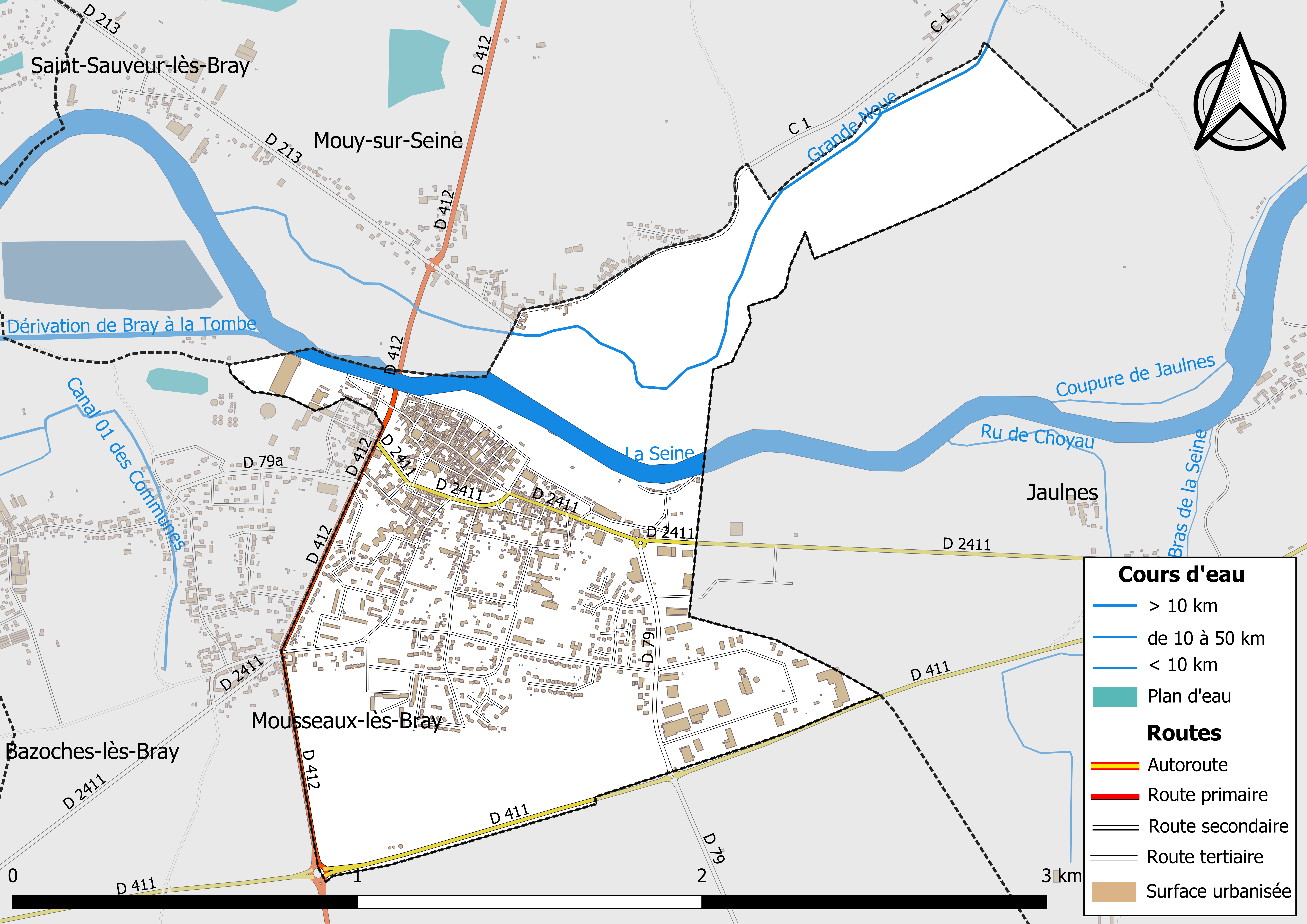
Carte des réseaux hydrographique et routier de Bray-sur-Seine.

Le réseau hydrographique de la commune se compose de deux cours d'eau référencés :
- la Seine, fleuve long de 774,76 km[4] ;
  - la Grande Noue, 8,79 km[5], affluent de la Seine.

La longueur totale des cours d'eau sur la commune est de 2,81 km.

#### Gestion des cours d'eau
Afin d’atteindre le bon état des eaux imposé par la Directive-cadre sur l'eau du 23 octobre 2000, plusieurs outils de gestion intégrée s’articulent à différentes échelles : le SDAGE, à l’échelle du bassin hydrographique, et le SAGE, à l’échelle locale. Ce dernier fixe les objectifs généraux d’utilisation, de mise en valeur et de protection quantitative et qualitative des ressources en eau superficielle et souterraine. Le département de Seine-et-Marne est couvert par six SAGE, au sein du bassin Seine-Normandie.
La commune fait partie du SAGE « Bassée Voulzie », en cours d'élaboration en décembre 2020. Le territoire de ce SAGE concerne 144 communes dont 73 en Seine-et-Marne, 50 dans l'Aube, 15 dans la Marne et 6 dans l'Yonne, pour une superficie de 1 710 km2,. Le pilotage et l’animation du SAGE sont assurés par Syndicat Mixte Ouvert de l’eau potable, de l’assainissement collectif, de l’assainissement non collectif, des milieux aquatiques et de la démoustication (SDDEA), qualifié de « structure porteuse ». Cet organisme  intervient sur deux compétences gérées aux niveaux des bassins hydrographiques et global : la Gestion des milieux aquatiques et prévention des inondations (GeMAPI) et la démoustication.

### Climat
Pour des articles plus généraux, voir Climat de l'Île-de-France et Climat de Seine-et-Marne.
En 2010, le climat de la commune est de type climat océanique dégradé des plaines du Centre et du Nord, selon une étude du CNRS s'appuyant sur une série de données couvrant la période 1971-2000. En 2020, Météo-France publie une typologie des climats de la France métropolitaine dans laquelle la commune est exposée à un climat océanique altéré et est dans la région climatique Nord-est du bassin Parisien, caractérisée par un ensoleillement médiocre, une pluviométrie moyenne régulièrement répartie au cours de l’année et un hiver froid (3 °C).
Pour la période 1971-2000, la température annuelle moyenne est de 10,9 °C, avec une amplitude thermique annuelle de 15,6 °C. Le cumul annuel moyen de précipitations est de 693 mm, avec 10,9 jours de précipitations en janvier et 7,6 jours en juillet. Pour la période 1991-2020, la température moyenne annuelle observée sur la station météorologique la plus proche, située sur la commune de La Brosse-Montceaux à 18 km à vol d'oiseau, est de 12,0 °C et le cumul annuel moyen de précipitations est de 652,9 mm,. Pour l'avenir, les paramètres climatiques de la commune estimés pour 2050 selon différents scénarios d'émission de gaz à effet de serre sont consultables sur un site dédié publié par Météo-France en novembre 2022.

### Milieux naturels et biodiversité

#### Réseau Natura 2000

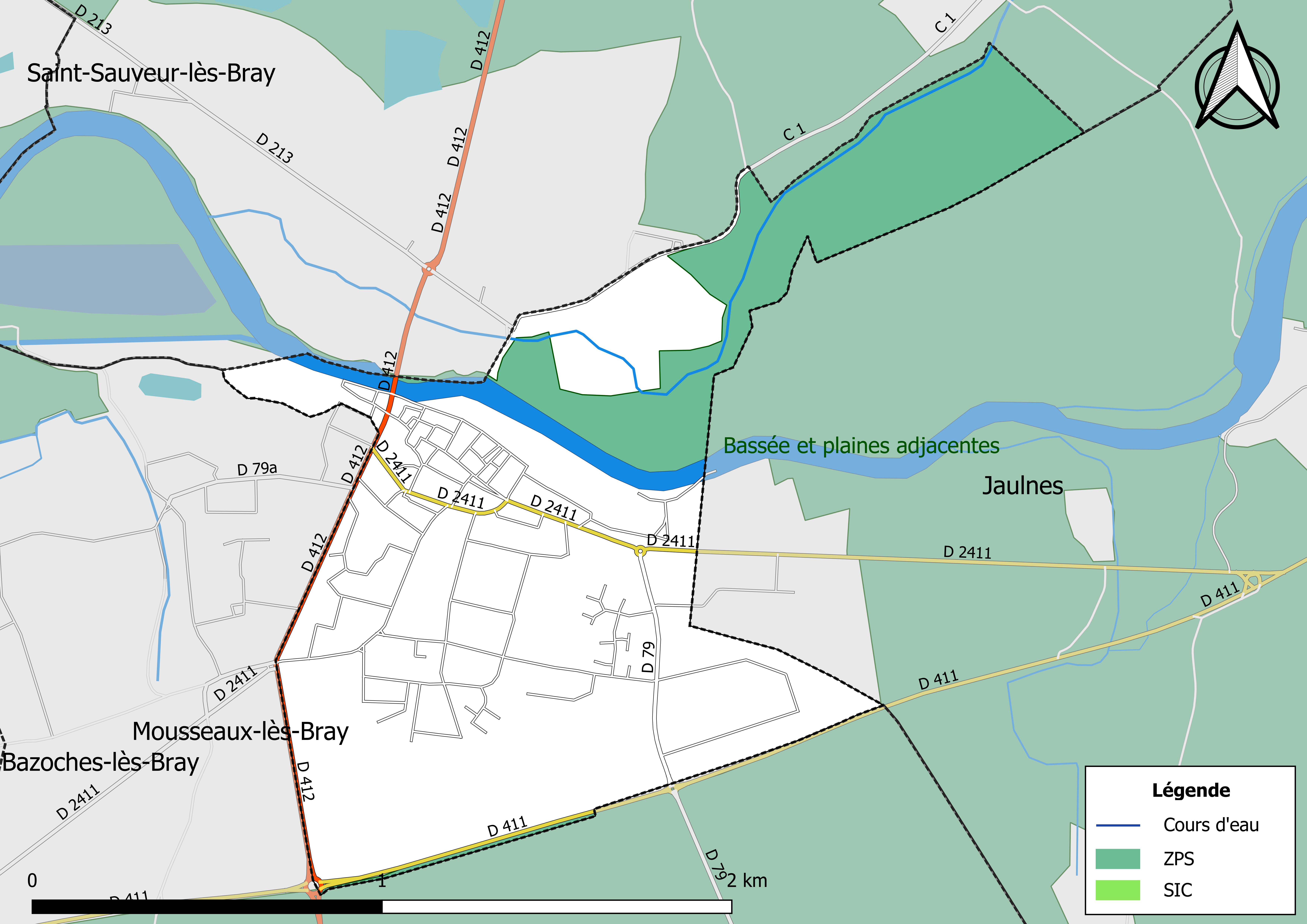
Sites Natura 2000 sur le territoire communal.

Le réseau Natura 2000 est un réseau écologique européen de sites naturels d’intérêt écologique élaboré à partir des Directives « Habitats » et « Oiseaux ». Ce réseau est constitué de Zones spéciales de conservation (ZSC) et de Zones de protection spéciale (ZPS). Dans les zones de ce réseau, les États Membres s'engagent à maintenir dans un état de conservation favorable les types d'habitats et d'espèces concernés, par le biais de mesures réglementaires, administratives ou contractuelles.
Un  site Natura 2000 a été défini sur la commune au titre de la « directive Oiseaux » :  
- la « Bassée et plaines adjacentes », d'une superficie de 27 643 ha, une vaste plaine alluviale de la Seine bordée par un coteau marqué au nord et par un plateau agricole au sud. Elle abrite une importante diversité de milieux qui conditionnent la présence d’une avifaune très riche[18],[19],[20].

#### Zones naturelles d'intérêt écologique, faunistique et floristique
L’inventaire des zones naturelles d'intérêt écologique, faunistique et floristique (ZNIEFF) a pour objectif de réaliser une couverture des zones les plus intéressantes sur le plan écologique, essentiellement dans la perspective d’améliorer la connaissance du patrimoine naturel national et de fournir aux différents décideurs un outil d’aide à la prise en compte de l’environnement dans l’aménagement du territoire.
Le territoire communal de Bray-sur-Seine comprend une ZNIEFF de type 1,, 
la « Grande noue de Neuvry, prairies et boisements du Grand Peugny » (196,27 ha), couvrant 3 communes du département
, et un ZNIEFF de type 2,, 
la « vallée de la Seine entre Montereau et Melz-sur-Seine (Bassee) » (14 216,75 ha), couvrant 26 communes du département.

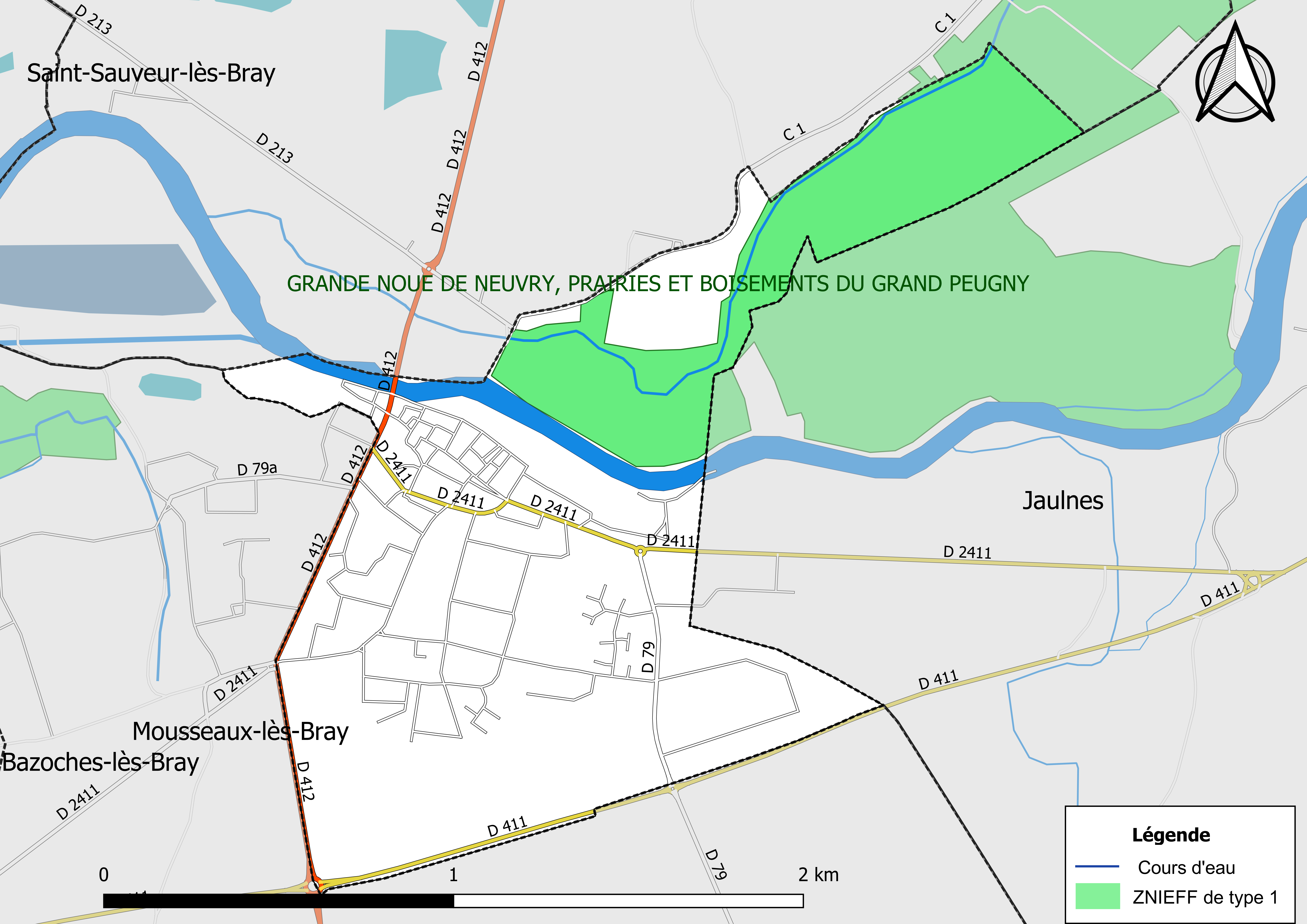
Carte des ZNIEFF de type 1 de la commune.
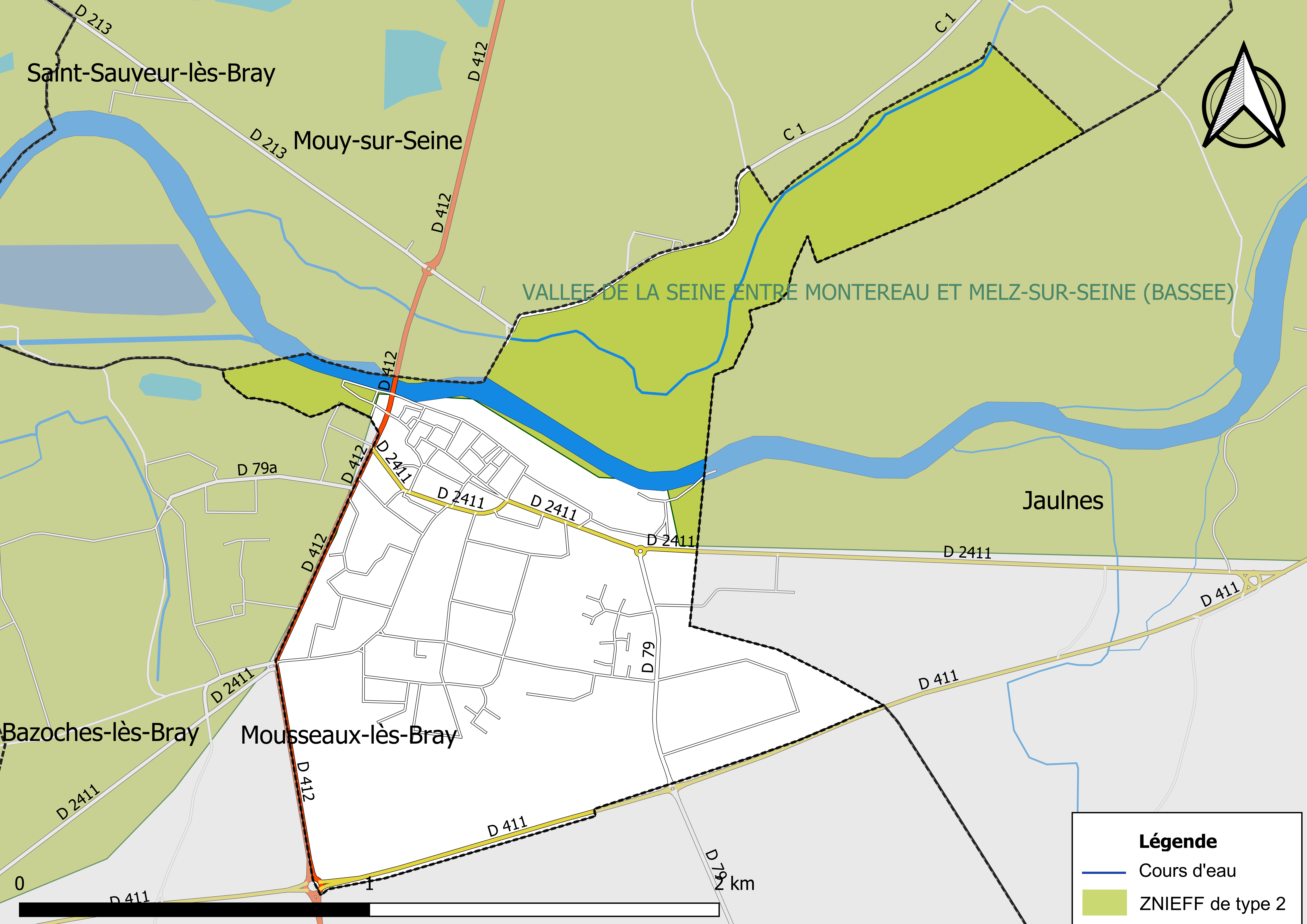
Carte des ZNIEFF de type 2 de la commune.

## Urbanisme

### Typologie
Au 1er janvier 2024, Bray-sur-Seine est catégorisée bourg rural, selon la nouvelle grille communale de densité à sept niveaux définie par l'Insee en 2022.
Elle appartient à l'unité urbaine de Bray-sur-Seine, une agglomération intra-départementale regroupant trois  communes, dont elle est ville-centre,,. Par ailleurs la commune fait partie de l'aire d'attraction de Paris, dont elle est une commune de la couronne,. Cette aire regroupe 1 929 communes,.

### Lieux-dits et écarts
La commune compte 15 lieux-dits administratifs répertoriés consultables ici (source : le fichier Fantoir).

### Occupation des sols
L'occupation des sols de la commune, telle qu'elle ressort de la base de données européenne d’occupation biophysique des sols Corine Land Cover (CLC), est marquée par l'importance des territoires artificialisés (49 % en 2018), en augmentation par rapport à 1990 (44,6 %). La répartition détaillée en 2018 est la suivante : 
zones urbanisées (31,1% ), terres arables (25% ), zones industrielles ou commerciales et réseaux de communication (17,8% ), forêts (17,8% ), eaux continentales (5,3% ), milieux à végétation arbustive et/ou herbacée (3 %).
Parallèlement, L'Institut Paris Région, agence d'urbanisme de la région Île-de-France, a mis en place un inventaire numérique de l'occupation du sol de l'Île-de-France, dénommé le MOS (Mode d'occupation du sol), actualisé régulièrement depuis sa première édition en 1982. Réalisé à partir de photos aériennes, le Mos distingue les espaces naturels, agricoles et forestiers mais aussi les espaces urbains (habitat, infrastructures, équipements, activités économiques, etc.) selon une classification pouvant aller jusqu'à 81 postes, différente de celle de Corine Land Cover,,. L'Institut met également à disposition des outils permettant de visualiser par photo aérienne l'évolution de l'occupation des sols de la commune entre 1949 et 2018.

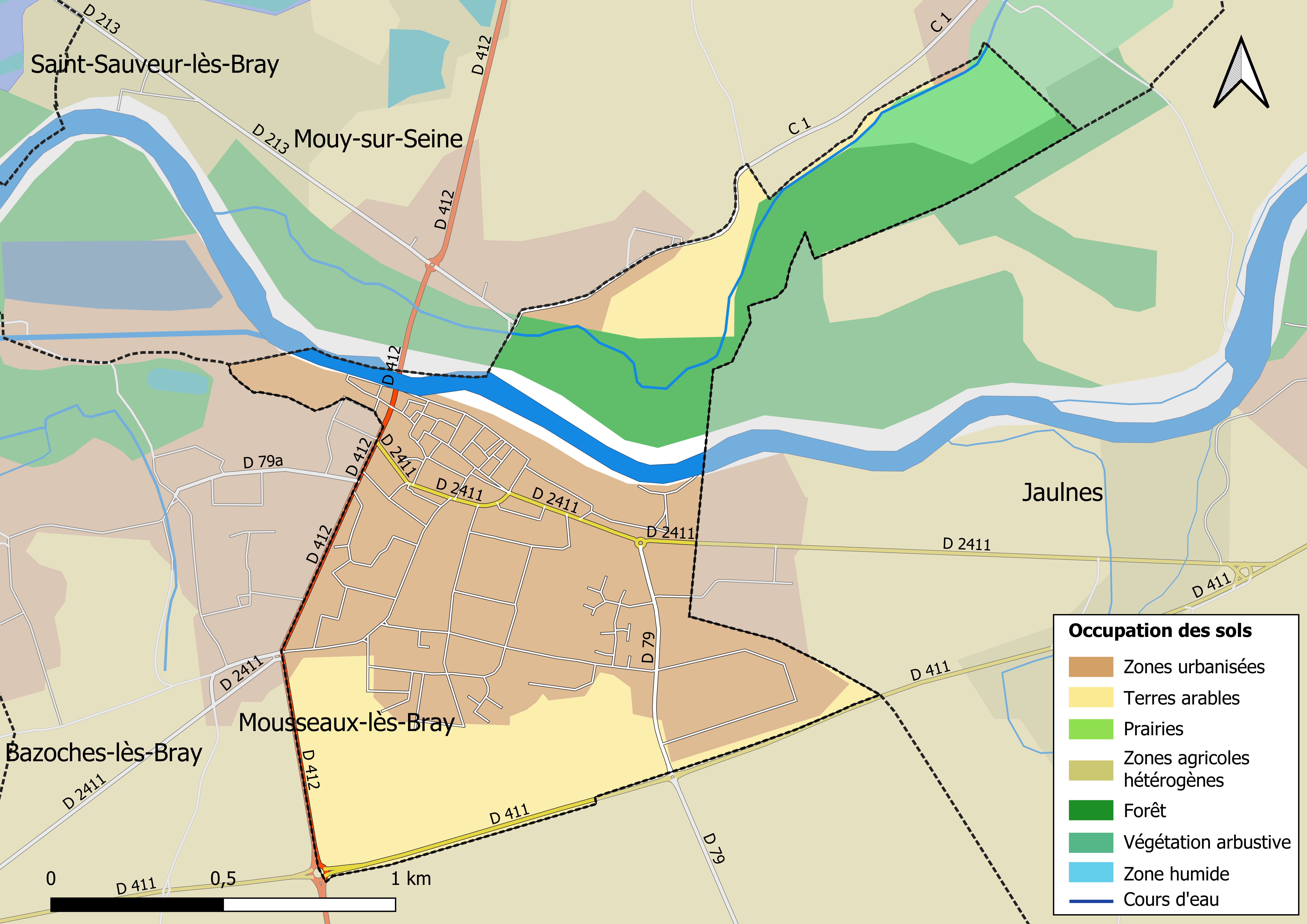
Carte des infrastructures et de l'occupation des sols en 2018 (CLC) de la commune.
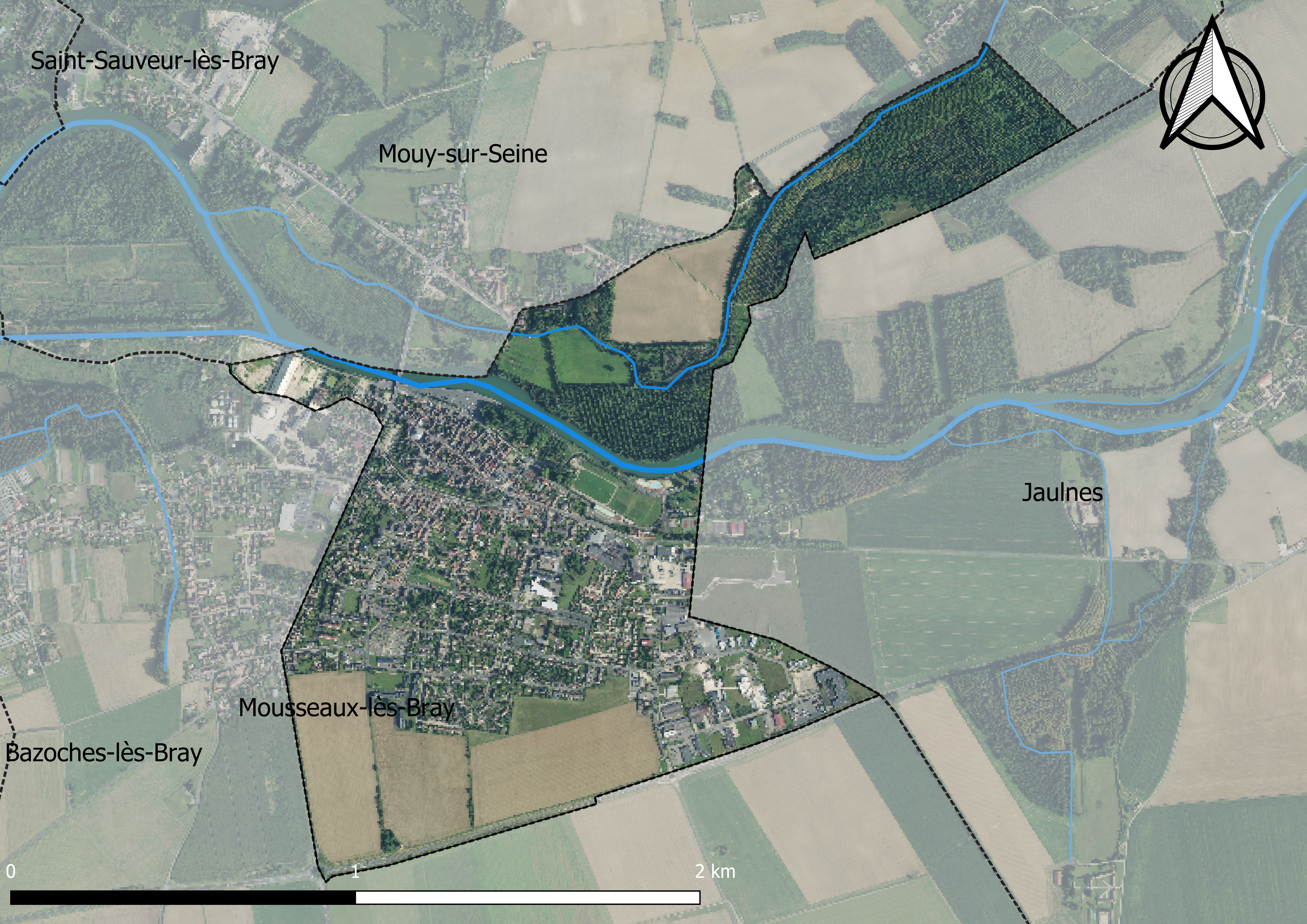
Carte orhophotogrammétrique de la commune.

### Planification
La loi SRU du 13 décembre 2000 a incité les communes à se regrouper au sein d’un établissement public, pour déterminer les partis d’aménagement de l’espace au sein d’un SCoT, un document d’orientation stratégique des politiques publiques à une grande échelle et à un horizon de 20 ans et s'imposant aux documents d'urbanisme locaux, les PLU (Plan local d'urbanisme). La commune est dans le territoire du SCOT Grand Provinois, dont le projet a été arrêté le 29 janvier 2020, porté par le syndicat mixte d’études et de programmation (SMEP) du Grand Provinois, qui regroupe les Communautés de Communes du Provinois et de Bassée-Montois, soit 82 communes.
La commune disposait en 2019 d'un plan local d'urbanisme approuvé. Le zonage réglementaire et le règlement associé peuvent être consultés sur le géoportail de l'urbanisme.

### Logement
En 2016, le nombre total de logements dans la commune était de 1 208 dont 55,9 % de maisons et 38,1 % d'appartements.
Parmi ces logements, 80,7 % étaient des résidences principales, 2,1 % des résidences secondaires et 17,2 % des logements vacants.
La part des ménages fiscaux propriétaires de leur résidence principale s'élevait à 44,3 % contre 53,8 % de locataires dont, 18,5 % de logements HLM loués vides (logements sociaux) et, 1,9 % logés gratuitement.

### Voies de communication et transports
La commune est desservie par
- les lignes de bus 3201, 3202, 3213, 3240, 3241, 3245, 3250, 3256, 3258 et 3260 du réseau de bus Provinois - Brie et Seine ;
- la voie fluviale : la Seine.

## Toponymie
Le nom de la localité est mentionné sous les formes Villa que dicitur Brayacus en 958, « In pago Senonico super Sequanam fluvium in loco qui vulgo dicitur Braiacus » en 958 (Clarius), Braiacense castrum vers 1130, Castellum quod dicitur Braium en 1145, G. de Braico vers 1150, Braium en 1157, Braiacum vers 1175, Brayum en 1250, Brei vers 1275, Bray sus Sene en 1285, Brayum supra Seccanam en 1319, Bray sur Soigne en 1344, Brey en 1674,.
Toponyme peut-être issu du latin braium, de l'oïl brai « boue, fange, marais », du Gaulois *bracu ( plus exactement *brakus, brakōs) qui a d’abord désigné un « fond de vallée humide » puis un « marais ».

## Histoire

### Antiquité
Avant les Romains, les habitants étaient les Sénons (Gaulois). Les Romains occupèrent Bray-sur-Seine jusqu'à la fin du IVe siècle.

### Bas Empire
Puis ce furent les invasions : les Visigoths, les Burgondes, les Francs, les Huns… En 595, Bray-sur-Seine fit partie de la Burgondie qui avait pour roi Théodoric, petit-fils de la reine Brunehaut. En 880, les longships des Vikings remontent la Seine jusqu'à Troyes. Vers l'an 915, Bray-sur-Seine était bien fortifiée, défendue par un château féodal. Au Xe siècle, il semble bien que le pays était propriété des rois des Francs, mais placé toutefois sous la suzeraineté de l'archevêque de Sens.

### Moyen Âge
De 957 à 966, la fortification appartenait à Bouchard Ier ancêtre de la maison de Montmorency. Il paraît être le fondateur de la seigneurie et il fit construire, à l'emplacement de la Maison des Associations actuelle, ancien hospice, la tour maîtresse du premier château, témoignage de puissance et d'autonomie, de laquelle relevaient les seigneuries de la Bassée et celles du Montois et du Sénonais. De là, vient le blason de la ville : la grosse tour et les deux rameaux d'olivier (devenus palmiers on ne sait pas pourquoi), marquant dès l'origine, un désir pacifique.
Bray passe à la famille de Montlhéry, qu'on dit être une branche cadette des Montmorency : Thibault surnommé Fil-Etoupe vers 978 ; Gui Ier de Montlhéry  qui mourut vers 1080 ; Milon Ier le Grand, qui fit vers 1096 la première croisade, celle de Pierre l'Ermite, et qui retourna en Terre Sainte en 1101 pour ne plus en revenir ; Milon II de Montlhéry, son fils, vicomte de Troyes, lui succéda ; à sa mort brutale, Bray se trouva réunie en 1118 à la Champagne dont le comte était Thibault II.
Les seigneurs de Bray étaient traditionnellement les maîtres du Montois, donc les seigneurs de Donnemarie.
Henri Ier, fils de Thibaut II, comte de Champagne et de Brie, baron de Bray, fit construire vers 1150, le palais des ducs de Bourgogne (à l'emplacement actuel d'un commerce d'articles ménagers dans la Grande-Rue) qui devint alors le siège des barons de Bray. Henri II de Champagne, son fils, également baron de Bray, devait devenir roi de Jérusalem.

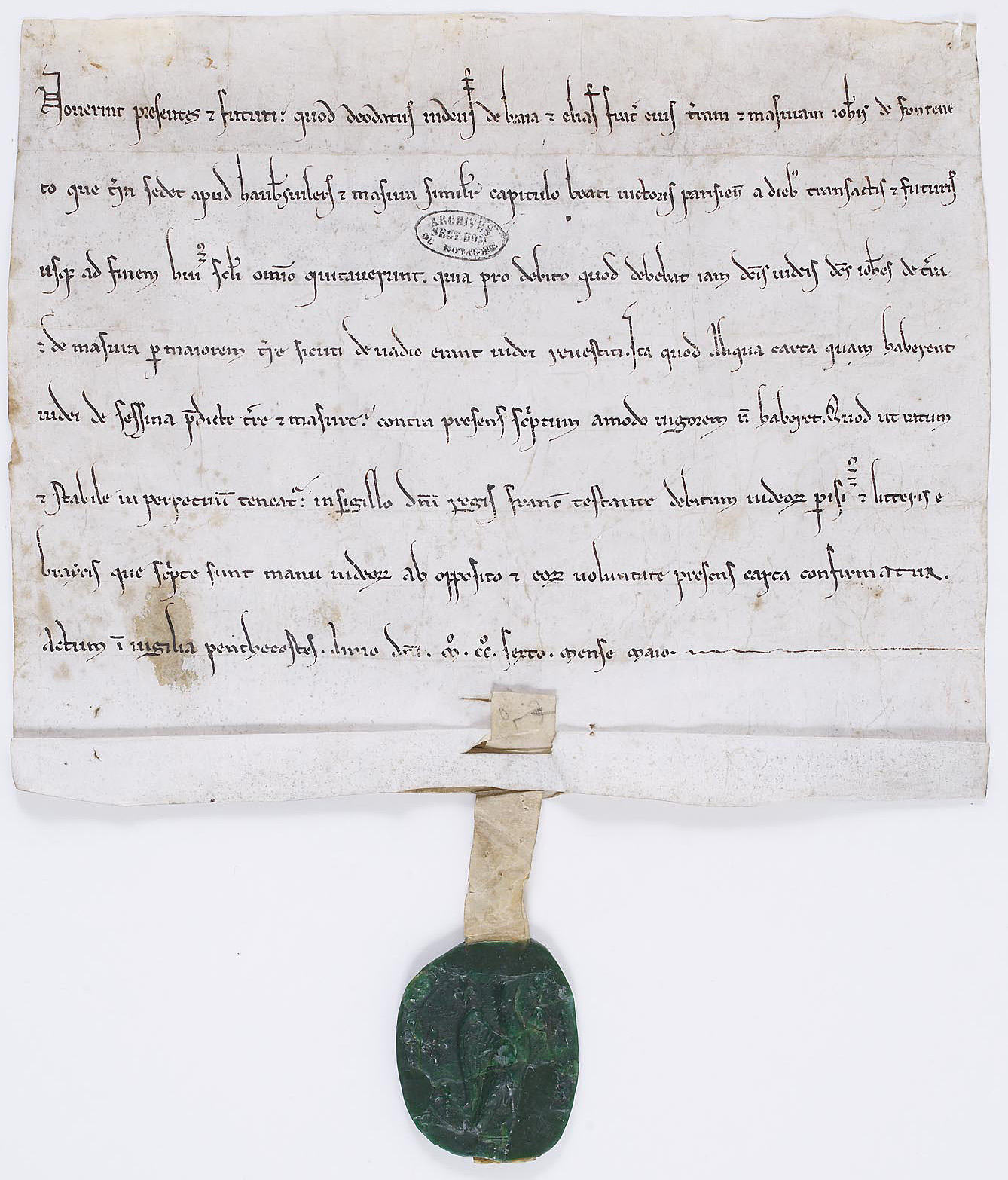
Reconnaissance d’abandon d’hypothèque signée par Matathyas et Elia, juifs de Bray-sur-Seine, 20 mai 1206. Archives nationales de France.

En 1180 Philippe Auguste avait expulsé les juifs après avoir confisqué tous leurs biens. En 1191 un Juif avait été tué par un habitant qui, selon le chroniqueur Guillaume Le Breton dans sa Vie poétique de Philippe-Auguste, se trouvait incapable de rendre l'argent qu'il avait emprunté. Agnès de Baudement, connue sous le nom de comtesse de Braine, mère de Robert II de Dreux faisait sa résidence à Bray au mois de mars 1191. Selon un récit bien plus tardif, les juifs le conduisirent par tout le bourg en l'accablant de coups de fouet, afin d’impressionner les autres habitants, puis ils le pendirent. « À son retour de croisade, le roi était venu se reposer à Saint-Germain-en-Laye de ses fatigues ; le 18 mars 1192, il en partit précipitamment, à l'insu de ses courtisans, pour aller à Bray pour faire bonne justice de quelques juif qui avaient mis à mort un chrétien. » Arrivé à Bray, il fit placer des gardes aux portes, se saisit de tous les Juifs, et en retint quatre-vingt qu'il condamna à être brûlés sur la même place. Selon une chronique juive, quatre-vingts juifs furent tués, seuls les enfants de moins de treize ans sont épargnés. La communauté juive de Bray continue d'exister jusqu'à l'expulsion définitive en 1306 de tous les Juifs de France par Philippe le Bel.
En 1235, Louis IX prend possession de la baronnie sur Thibault IV, comte de Champagne et futur roi de Navarre, et les rois de France seront seigneurs de Bray durant environ 150 ans. Il est à noter que cette seigneurie dépendait de l'archevêque de Sens, et que les rois durent leur rendre hommage (même allégeance pour Montereau). La cérémonie avait lieu à la frontière de la Bassée et du Sénonais, à l'abbaye de La Pommeraie qui avait été fondée par Héloïse, près de la Chapelle-sur-Oreuse.
À partir de 1285, la seigneurie était indivise entre les rois de France et les rois de Navarre, à cause du mariage du roi Philippe le Bel avec Jeanne Ire, reine de Navarre et comtesse de Champagne. Pour mettre fin à cette situation, le roi de France Charles VI céda sa part au roi de Navarre Charles III, le 5 juin 1404.
Pendant la guerre de Cent Ans (1337-1453), Bray appartint un temps à Henri V d'Angleterre, qui traita avec l'épouse de Charles VI, la fameuse reine Isabeau dont le frère Louis VII de Bavière-Ingolstadt, comte de Mortain, mari d'Anne de Bourbon-la Marche puis de Catherine d'Alençon, prêta hommage pour Bray à l'archevêque de Sens en 1418.
Jeanne d'Arc passa à Bray avec le dauphin Charles VII le 14 septembre 1429.
En 1463, faute de paiement d'une dette du roi de Navarre, la ville et seigneurie de Bray revint, après vente, au comte Jean de Dunois, bâtard d'Orléans et neveu de Charles VI, et passa ainsi à la maison d'Orléans-Longueville, puis, par le mariage en 1528 de Charlotte d'Orléans avec Philippe de Savoie-Nemours, duc de Nemours, à la maison de Savoie-Nemours, qui régnera sur Bray jusqu'en 1647, date à laquelle le fief de Bray est acheté par le président au Parlement Henri de Mesmes.

### Époque Moderne
Pendant les guerres de Religion (1562-1598), Bray fut administrée par les ducs de Nemours - dont Jacques Ier, mort en 1585 - jusqu'en 1645. Henri IV séjourna à Bray du 18 au 29 avril 1590 avant de se rendre à Paris.
Au XVIe siècle, le fief de Bray-sur-Seine était la possession de Charles de Richebourg, frère cadet de Louis de Richebourg.
Le président Henri de Mesmes, qui acheta la baronnie de Bray le 10 juillet 1647, commence une dynastie continuée par les Mortemart, qui se terminera à la Révolution. Henri de Mesmes était un descendant d'une famille béarnaise. Il était également seigneur de Roissy et marquis d'Everly par son mariage le 30 décembre 1639 avec Marie de la Vallée-Fossés, marquise d'Everly. Il était le père d'Antoinette-Louise de Mesmes, épouse de Louis-Victor de Rochechouart, duc de Mortemart et de Vivonne. Un cénotaphe dans l'église de Bray, perpétue le souvenir de cette noble Dame. Henri de Mesmes décéda le 29 décembre 1650. Il semble toutefois que les Mortemart aient continué à habiter le château d'Everly jusqu'à la Révolution.
Louis-Victor de Rochechouart de Mortemart, duc de Mortemart et de Vivonne, en épousant Antoinette-Louise de Mesmes, fille d'Henri de Mesmes, en septembre 1655, ajoutait à ses prestigieux titres ceux de marquis d'Everly et de baron de Bray. Louis-Victor était le frère de la célèbre marquise de Montespan, favorite du roi Louis XIV. Louis Ier de Rochechouart, fils de Louis-Victor, avait épousé le 14 février 1679 Marie-Anne Colbert, fille du grand ministre de Louis XIV. Il mourut, comme son père, en 1688. Deux de ses enfants lui succédèrent dans la baronnie de Bray et le marquisat d'Everly : Louis II de Rochechouart, décédé le 31 juillet 1746, et Jean-Baptiste de Rochechouart, décédé le 16 janvier 1757.

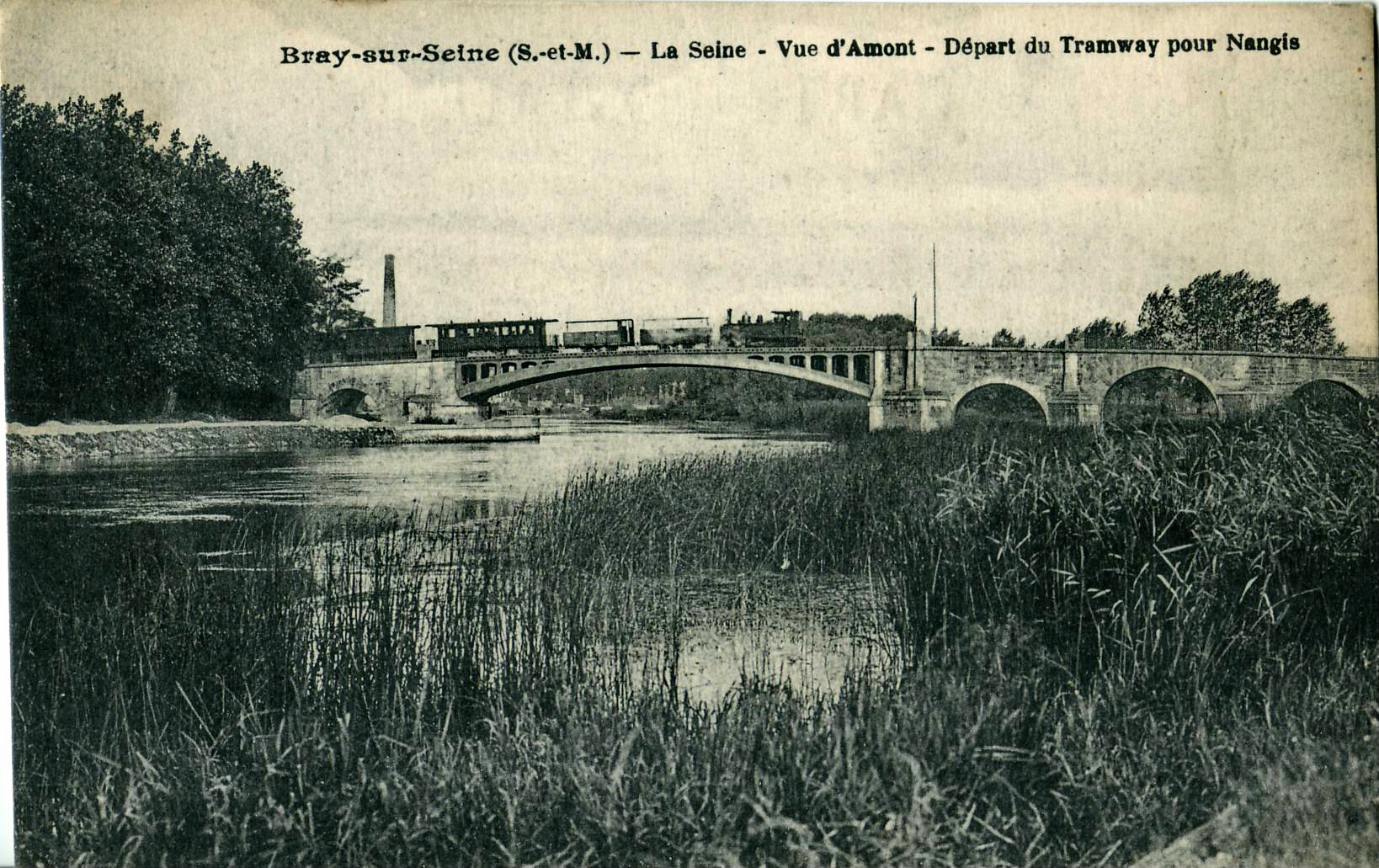
La ville fut le terminus d'une ligne de chemin de fer secondaire à voie métrique qui la reliait, de 1904 à 1950, à Jouy-le-Châtel et Sablonnières, dont on voit un des trains franchir la Seine.
Cette ligne des Chemins de fer départementaux de Seine-et-Marne était exploitée par la Société générale des chemins de fer économiques.

### Révolution
Le dernier baron de Bray fut Victurnien Jean-Baptiste Marie de Rochechouart, duc de Mortemart, pair de France, prince de Tonnay-Charente, capitaine au régiment de Navarre-Infanterie, marquis d'Everly, baron de Bray, seigneur de l'Isle-Dieu, des Ormes, Couture, Moulin d'Ocle, Neuvry, Peugny, Mouy-sur-Seine, Mousseaux-les-Bray, Avigny, Moléon, Montigny-le-Guesdier, Courlon et autres lieux. Il fut député de la noblesse aux États Généraux réunis le 5 mai 1789, toutefois, il faut souligner qu'il ne siégeait pas comme baron de Bray, mais en raison des fiefs qu'il possédait en France. Pour cette même raison, il fut membre de l'Assemblée Nationale Constituante à partir du 17 juin 1789, par ses déclarations, il eut une action décisive qui amena l'abolition des privilèges et droits seigneuriaux dans la célèbre nuit du 4 août 1789.
Cette décision forçait Victurnien Jean-Baptiste Marie de Rochechouard à abandonner ses droits sur la baronnie de Bray, qui, brusquement privée de chef et de gouvernement, s'en trouva quelque peu désemparée. Lui-même abandonna ses fonctions de député et émigra en 1791.
Il semble bien que par la suite de son désir de demeurer dans l'indépendance, le bailliage de Bray ne fut pas représentée à l'Assemblée constituée le 4 octobre 1791. Pourtant, lorsque la Convention se réunit du 21 septembre 1792 au 26 octobre 1795, la commune de Bray y envoya son maire, Nicolas Viquy, originaire de Commercy, qui se comporta en élément modérateur.

### Empire et Restauration
En 1812, Victurnien Jean-Baptiste Marie de Rochechouard se réconcilia avec l'Empire, et Napoléon le nomma conseiller de Paris ; il mourut la même année. Il a eu un fils, Casimir Louis Victurnien de Rochechouart de Mortemart qui fut nommé président du Conseil des ministres par Charles X en 1830. Voyez l'histoire (incomplète) encore actuelle de la famille de Rochechouart de Mortemart.

### Époque contemporaine
Le 4 septembre 1914, le général Franchet d'Espèrey et le général Wilson ont conçu le plan de bataille de la Marne en mairie de Bray-sur-Seine, qui était alors à l'emplacement actuel du Romairy. Une plaque commémorative y avait été apposée et inaugurée.
Le 11 novembre 1948 est remise à la ville de Bray-sur-Seine la Croix de guerre avec Étoile de bronze, pour sa résistance certaine pendant toute l'occupation aussi bien par les FFI que par sa population.

## Politique et administration

### Liste des maires
| Période                                  | Période                       | Identité                     | Étiquette    | Qualité |
| ---------------------------------------- | ----------------------------- | ---------------------------- | ------------ | --- |
| Les données manquantes sont à compléter. |                               |                              |              | |
| 1945                                     | 1963                          | Jacques Lebouc (1908-1992)   | UDSR         | Notaire Conseiller général de Bray-sur-Seine (1945 → 1964) |
|                                          |                               |                              |              | |
| 1977                                     | 1982                          | Jean-Pierre Lemoine          |              | |
| mars 1983                                | mars 2014                     | Dominique Satiat (1942-2015) | RPR puis UMP | Administrateur de sociétés et négociant en grain, maire honoraire Conseiller général de Bray-sur-Seine (1988 → 2015) Président de la CC du canton de Bray-sur-Seine (2001 → 2008) |
| mars 2014                                | mai 2020                      | Emmanuel Marcadet            | PS puis LREM | Directeur d'un CHRS Vice-président de la CC de la Bassée - Montois (2014 → 2020)                                                                                                  |
| mai 2020                                 | En cours (au 13 juillet 2020) | Alain Carrasco               | SE           | Gérant de société 3e vice-président de la CC de la Bassée - Montois (2020 → ) |

### Jumelages
- Hemsbach (Allemagne).

### Politique de développement durable
La commune a engagé une politique de développement durable en lançant une démarche d'Agenda 21 en 2014.

## Équipements et services

### Eau et assainissement
L’organisation de la distribution de l’eau potable, de la collecte et du traitement des eaux usées et pluviales relève des communes. La loi NOTRe de 2015 a accru le rôle des EPCI à fiscalité propre en leur transférant cette compétence. Ce transfert devait en principe être effectif au 1er janvier 2020, mais la loi Ferrand-Fesneau du 3 août 2018 a introduit la possibilité d’un report de ce transfert au 1er janvier 2026,.

#### Assainissement des eaux usées
En 2020, la commune de Bray-sur-Seine gère le service d’assainissement collectif (collecte, transport et dépollution) en régie directe, c’est-à-dire avec ses propres personnels.
L’assainissement non collectif (ANC) désigne les installations individuelles de traitement des eaux domestiques qui ne sont pas desservies par un réseau public de collecte des eaux usées et qui doivent en conséquence traiter elles-mêmes leurs eaux usées avant de les rejeter dans le milieu naturel. La communauté de communes de la Bassée - Montois (CCBM) assure pour le compte de la commune le service public d'assainissement non collectif (SPANC), qui a pour mission de vérifier la bonne exécution des travaux de réalisation et de réhabilitation, ainsi que le bon fonctionnement et l’entretien des installations,.

#### Eau potable
En 2020, l'alimentation en eau potable est assurée par le syndicat de l'Eau de l'Est seine-et-marnais (S2E77) qui en a délégué la gestion à l'entreprise Suez, dont le contrat expire le 30 mars 2025,,.
Les nappes de Beauce et du Champigny sont classées en zone de répartition des eaux (ZRE), signifiant un déséquilibre entre les besoins en eau et la ressource disponible. Le changement climatique est susceptible d’aggraver ce déséquilibre. Ainsi afin de renforcer la garantie d’une distribution d’une eau de qualité en permanence sur le territoire du département, le troisième Plan départemental de l’eau signé, le 3 octobre 2017, contient un plan d’actions afin d’assurer avec priorisation la sécurisation de l’alimentation en eau potable des Seine-et-Marnais. A cette fin a été préparé et publié en décembre 2020 un schéma départemental d’alimentation en eau potable de secours dans lequel huit secteurs prioritaires sont définis. La commune fait partie du secteur Bassée Montois.

## Population et société

### Démographie
L'évolution du nombre d'habitants est connue à travers les recensements de la population effectués dans la commune depuis 1793. Pour les communes de moins de 10 000 habitants, une enquête de recensement portant sur toute la population est réalisée tous les cinq ans, les populations de référence des années intermédiaires étant quant à elles estimées par interpolation ou extrapolation. Pour la commune, le premier recensement exhaustif entrant dans le cadre du nouveau dispositif a été réalisé en 2004.

En 2022, la commune comptait 2 378 habitants, en évolution de +7,55 % par rapport à 2016 (Seine-et-Marne : +3,92 %, France hors Mayotte : +2,11 %).
| 1793  | 1800  | 1806  | 1821  | 1831  | 1836  | 1841  | 1846  | 1851  |
| ----- | ----- | ----- | ----- | ----- | ----- | ----- | ----- | ----- |
| 1 900 | 2 023 | 2 024 | 1 839 | 1 992 | 1 875 | 1 752 | 1 790 | 1 647 |

| 1856  | 1861  | 1866  | 1872  | 1876  | 1881  | 1886  | 1891  | 1896  |
| ----- | ----- | ----- | ----- | ----- | ----- | ----- | ----- | ----- |
| 1 593 | 1 615 | 1 645 | 1 522 | 1 598 | 1 622 | 1 603 | 1 585 | 1 515 |

| 1901  | 1906  | 1911  | 1921  | 1926  | 1931  | 1936  | 1946  | 1954  |
| ----- | ----- | ----- | ----- | ----- | ----- | ----- | ----- | ----- |
| 1 526 | 1 433 | 1 489 | 1 274 | 1 352 | 1 329 | 1 363 | 1 351 | 1 504 |

| 1962  | 1968  | 1975  | 1982  | 1990  | 1999  | 2004  | 2006  | 2009  |
| ----- | ----- | ----- | ----- | ----- | ----- | ----- | ----- | ----- |
| 1 819 | 1 913 | 2 085 | 2 116 | 2 238 | 2 278 | 2 153 | 2 092 | 2 361 |

| 2014  | 2019  | 2022  | - | - | - | - | - | - |
| ----- | ----- | ----- | - | - | - | - | - | - |
| 2 231 | 2 307 | 2 378 | - | - | - | - | - | - |

### Sports
Equipements :
- gymnase intercommunal (basket-gym)
- 4 Terrains de Football
- 3 terrains de tennis extérieurs
- 2 terrains de tennis intérieurs
- 1 terrain de pétanque de 4 000 m2
- 1 piscine découverte
- 1 piste de bicross
- 1 city-stade
- 1 plate-forme basket

## Économie

### Revenus de la population et fiscalité
En 2017, le nombre de ménages fiscaux de la commune était de 999 (dont 44 % imposés), représentant 2 167 personnes et la  médiane du revenu disponible par unité de consommation  de 18 880 euros.

### Emploi
En 2017 , le nombre total d’emplois dans la zone était de 1 227, occupant 745 actifs  résidants.
Le taux d'activité de la population (actifs ayant un emploi) âgée de 15 à 64 ans s'élevait à 56,3 % contre un taux de chômage de 13 %.
Les 30,7 % d’inactifs se répartissent de la façon suivante : 9,1 % d’étudiants et stagiaires non rémunérés, 6,8 % de retraités ou préretraités et 14,7 % pour les autres inactifs.

### Entreprises et commerces
En 2015, le nombre d'établissements actifs était de 239 dont 4 dans l'agriculture-sylviculture-pêche, 8 dans l’industrie, 19 dans la construction, 164 dans le commerce-transports-services divers et 44  étaient relatifs au secteur administratif.
Ces établissements ont pourvu 1 036 postes salariés.
- Zone industrielle de la Borne Blanche, artisans et commerçants.
- Activité portuaire (trafic marchandises sur la Seine).

### Secteurs d'activité

#### Agriculture
Bray-sur-Seine est dans la petite région agricole dénommée la « Bassée » ou « Basse Seine », au sud-est du département. En 2010, l'orientation technico-économique de l'agriculture sur la commune est la culture de céréales et d'oléoprotéagineux (COP).
Si la productivité agricole de la Seine-et-Marne se situe dans le peloton de tête des départements français, le département enregistre un double phénomène de disparition des terres cultivables (près de 2 000 ha par an dans les années 1980, moins dans les années 2000) et de réduction d'environ 30 % du nombre d'agriculteurs dans les années 2010. Cette tendance se retrouve au niveau de la commune où le nombre d’exploitations est passé de 6 en 1988 à 2 en 2010. Parallèlement, la taille de ces exploitations augmente, passant de 44 ha en 1988 à 47 ha en 2010.
Le tableau ci-dessous présente les principales caractéristiques des exploitations agricoles de Bray-sur-Seine, observées sur une période de 22 ans : 
|                                      | 1988 | 2000 | 2010 |
| ------------------------------------ | ---- | ---- | ---- |
| Dimension économique,                |      |      |      |
| Nombre d’exploitations (u)           | 6    | 4    | 2    |
| Travail (UTA)                        | 5    | 2    | 2    |
| Surface agricole utilisée (ha)       | 261  | 126  | 93   |
| Cultures                             |      |      |      |
| Terres labourables (ha)              | 239  | 126  | s    |
| Céréales (ha)                        | 174  | 108  | s    |
| dont blé tendre (ha)                 | 107  | s    | s    |
| dont maïs-grain et maïs-semence (ha) | 38   | s    | s    |
| Tournesol (ha)                       | 0    | s    |      |
| Colza et navette (ha)                | s    | s    |      |
| Élevage                              |      |      |      |
| Cheptel (UGBTA)                      | 28   | 0    | 0    |

## Culture locale et patrimoine

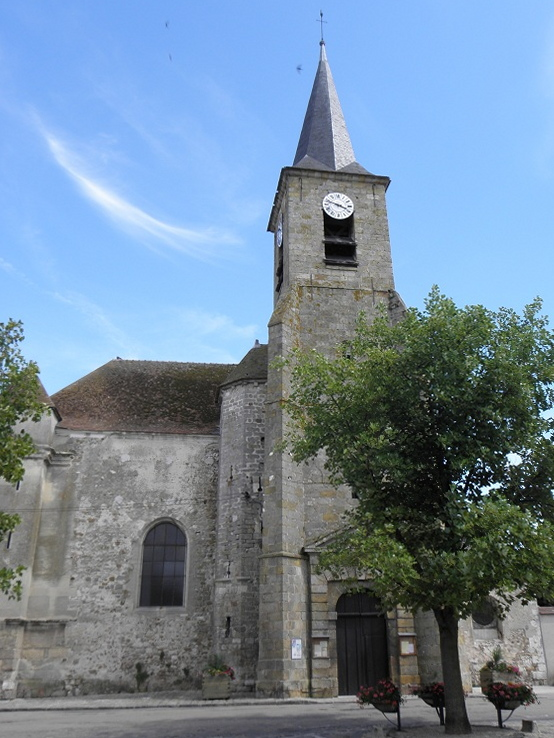
Église Sainte-Croix.

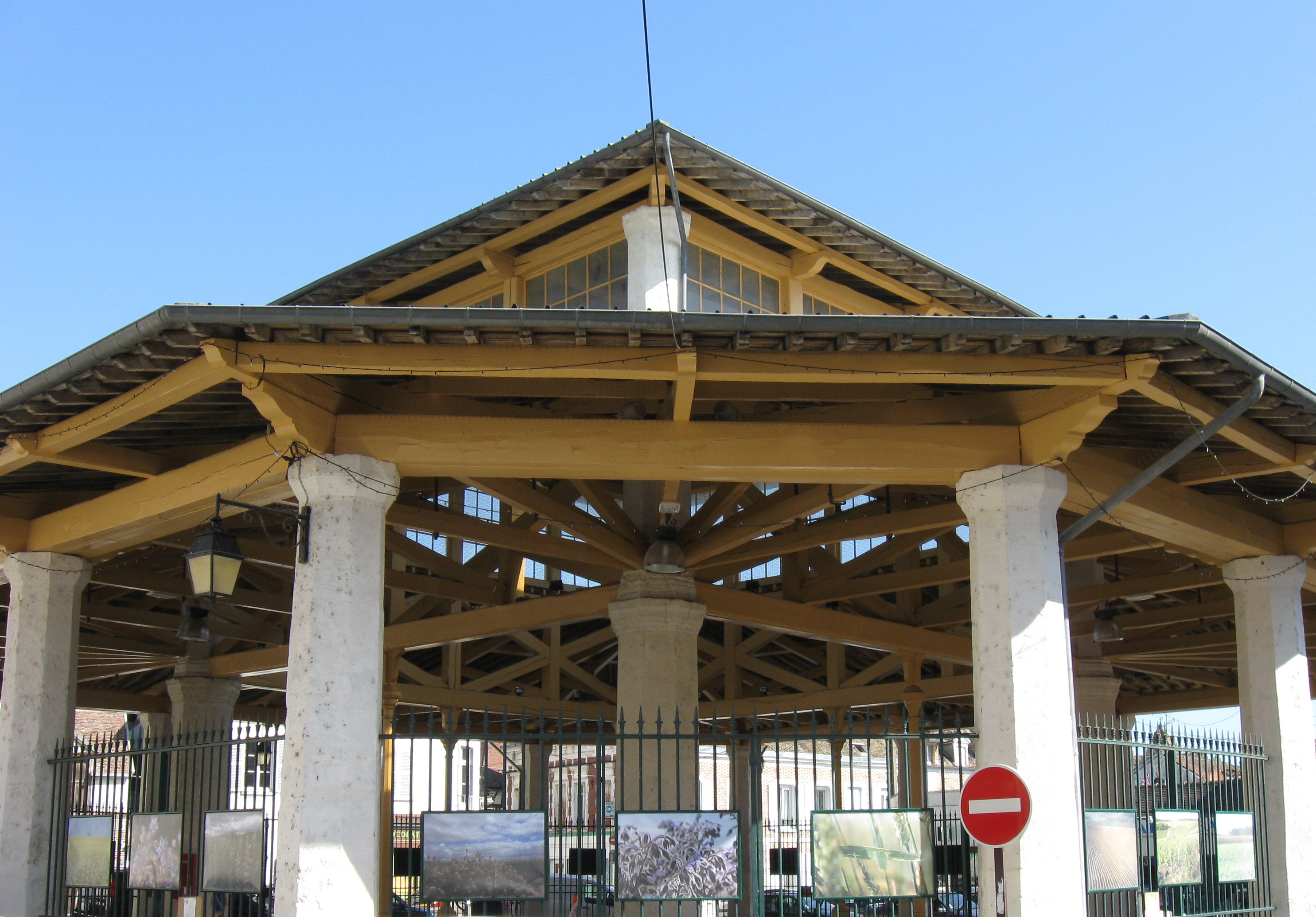
Halle de Bray-sur-Seine.

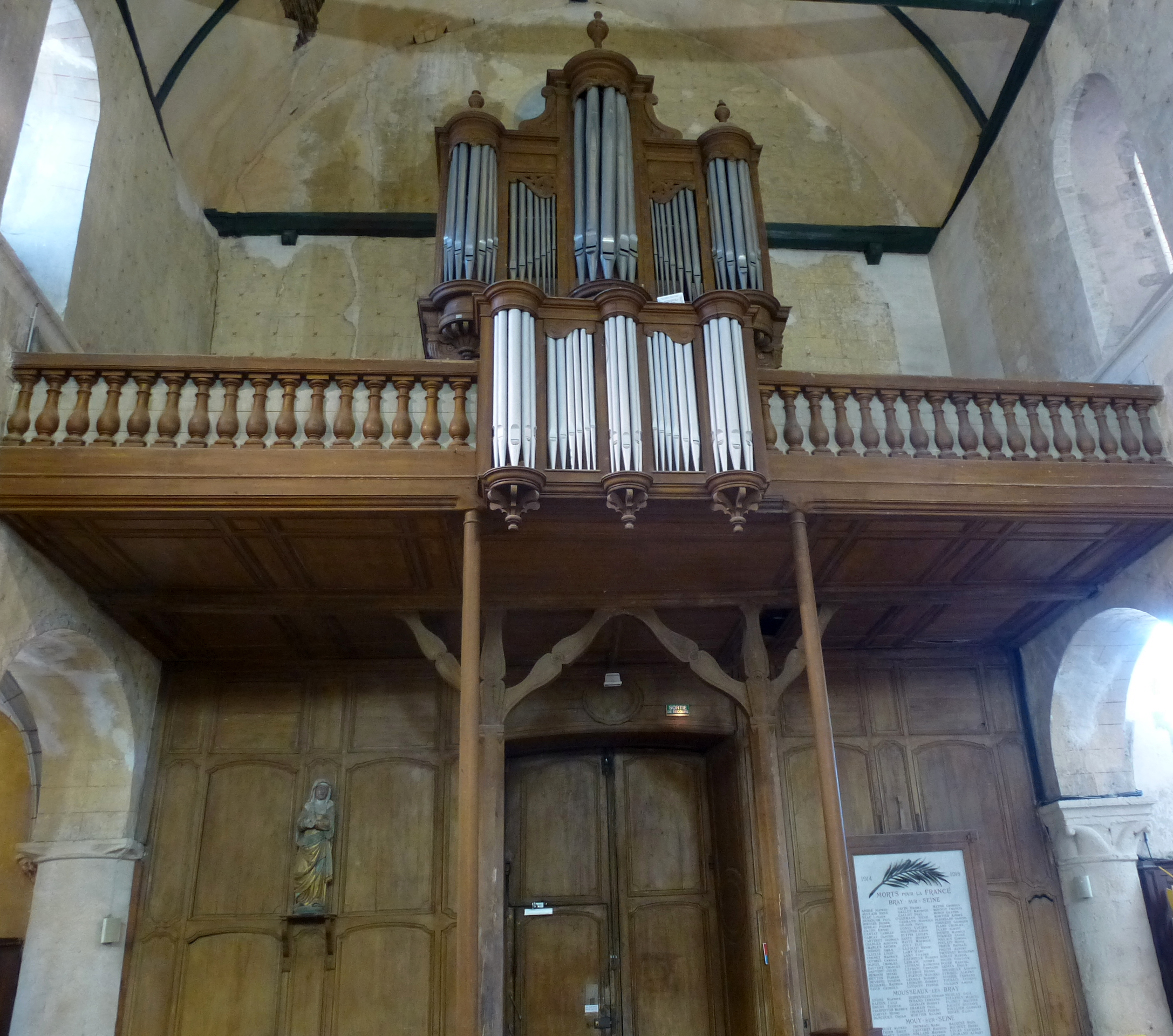
L'orgue de l'église Sainte-Croix.

### Lieux et monuments

#### L'église Sainte-Croix
Brûlée en 978 par Boson, un miles à la solde de l'empereur d'Allemagne Othon II, sa restauration est due à Henri Ier en 1165. Quatre ans après, le 31 août 1169, Guillaume de Champagne, archevêque de Sens, la consacre. En 1174, Henri Ier crée un chapitre ; au titre d'église Sainte-Croix s'ajoute celui de collégiale Notre-Dame.
Depuis le XVIIIe siècle, l'église Sainte-Croix a abandonné son nom de collégiale, les chanoines ayant quitté l'édifice.
L'église est classée au titre des monuments historiques,.

#### La Halle au blé
En remplacement de l'ancienne halle en très mauvais état, il fut décidé en 1839 par le maire, sa démolition et la reconstruction de la halle actuelle, dont la première pierre fut posée en 1841 et fut terminée en 1842 ; on lit : « Cette charpente a été achevée par Besse Guillaume, Me charpentier 1842 ». Cette charpente est en châtaignier, d'où l'absence de toiles d'araignées et parmi d'autres entrepreneurs, nous[Qui ?] retiendrons Biard et Prieur. L'architecte fut Émile Jacques Gilbert (1793-1874) à qui l'on doit également l'hospice de Charenton et l'Hôtel-Dieu de Paris ; l'une des rues de Paris porte son nom. À l'origine, la Halle abritait trois marchés : un marché aux bestiaux, un marché aux céréales et un grand marché. Le bâtiment est inscrit à l'Inventaire Supplémentaire des Monuments Historiques (ISMH).
En 2005, décision fut prise par la municipalité de sa restauration dont le financement était : l’État par le fonds FISAC, le conseil régional, le conseil général, la commune de Bray pour la plus grande part (34 %) et la Fondation du Patrimoine grâce au mécénat de Total. Le début des travaux fut novembre 2006 et la fin en septembre 2007. L'architecte qui mena ces derniers travaux fut André Drozd, architecte du patrimoine à Barbizon. Maintenant sous cette Halle au blé et autour, au cœur du centre-ville historique, a lieu tous les vendredis matin, le marché de Bray-sur-Seine.

#### L'orgue de l'église Sainte-Croix
Construit par Pierre Caste, il fut inauguré en 1599 grâce à un legs de 100 écus de Barbe Fontani. Dès 1615, les contrats de réparation de l'orgue puis de reconstruction sont honorés par Pierre Petit. En règlement d'un procès de 1636 pour des limites de pastures, l'orgue bénéficie des flutiaux de Bazoches-les-Bray ; le facteur d'orgues Désenclos les installe en 1645, ajoute au buffet trois tourelles et augmente de trois touches le clavier pour 48 notes. En 1805, Pierre-Philippe-François Lefebvre remet l'orgue en état de marche. En 1849, M. Laigre double la tribune en plaçant un positif dorsal de 8 jeux. En 1877, les frères Rollin de Troyes suppriment le clavier du positif et installent une montre postiche en bois. Ils confectionnent pour le Grand Orgue, un sommier de 18 pédales indépendantes dont les jeux sont placés à l'arrière du buffet ; ils transforment la mécanique en passant à 54 notes. Le buffet d'orgue a été inscrit à l'inventaire supplémentaire des Monuments historiques le 23 janvier 1978.
Sa restauration est décidée en 2010, la Fondation du Patrimoine Île-de-France s'allie à la ville de Bray-sur-Seine et à l'Association braytoise pour l'Orgue Restauré (ABOR) afin de collecter des dons en vue de restaurer cet orgue remarquable qui serait unique en Europe par ses peintures polychromes. Les travaux de restauration ont commencé en septembre 2014 par son démontage et son transport dans les ateliers du facteur d’orgue Barthélemy Formentelli (it) à côté de Vérone.

#### L'ancienne mairie de Bray
En 1821, la ville de Bray-sur-Seine acquit la maison des époux Degascq située à l'encoignure de la rue du Minage et au no 9 de la rue Royale (rue Grande actuelle). Elle avait alors pour destinée de devenir hôtel de ville. Finalement, cette maison fut démolie à partir du 1er mars 1822 afin que fut construit l'hôtel de ville. Ce dernier fut achevé en 1823. Le 6 février 1839, une enquête sur la vente de la mairie fut réalisée. On projetait la construction d'une halle au blé surmontée d'une mairie. Ce projet fut abandonné et on fit construire une halle simple.

### Le monument aux morts de la Première guerre mondiale
Le monument aux morts de 1914-1918 est l'œuvre du sculpteur Émile Guillaume.

### Personnalités liées à la commune
- Guillaume de Bray (1205-1281) né à Bray-sur-Seine au XIIIe siècle, mathématicien, poète et cardinal. Très tôt, il se destine à la vie ecclésiastique. Il devient évêque de Laon, siège épiscopal fondé par saint Remy au VIe siècle, puis archidiacre de Reims. Le 22 mai 1262, le pape Urbain IV le fait cardinal d'Orvieto, ville italienne dont la cathédrale renferme son tombeau.
- Nicolas Signac (vers 1585-1645), né à Bray-sur-Seine, compositeur d'airs de cour et de psaumes
- Nicolas de Grillié (1591-1660) né à Bray-sur-seine, grand orateur, il devient confesseur d'Anne d'Autriche, épouse de Louis XIII et conseiller du roi. En 1631, il devient évêque de Bazas puis en 1634 il est promu évêque d'Uzès où il ne fit son entrée solennelle que le 12 février 1635. En 1641, il s'opposa à Richelieu qui n'entendait pas être contredit ni contrecarré dans ses desseins d'exiger une somme considérable du clergé. Le 23 septembre 1635, l'évêque vint à Provins, consacrer six autels qui existaient dans l'église Sainte-Croix et qui contenaient des reliques de sainte Firmidine, sainte Barbe, saint Vincent, l'un des saints innocents et saint Clément. En 1638, il entreprendra la reconstruction de la cathédrale d'Uzès, terminée par son successeur. Il prononcera l'oraison funèbre de Louis XIII le 1er juin 1643, dans l'église des Augustins de Paris.
- Jean-Nicolas Viquy (1737-1814), -né à Commercy dans la Meuse- maire de la ville sous la Révolution, député à la Convention nationale par le département de Seine-et-Marne. Chaque député eut à se prononcer sur la mort ou non de Louis XVI lors des séances à la Convention nationale des 15 et 16 janvier 1793 à la suite de son procès. À la fin de sa prise de paroles, Jean-Nicolas Viquy a dit ceci : « Je choisis donc, comme législateur, le genre de peine qui n'est pas sans remède; je vote une mesure de sûreté générale; que le tyran gardera la prison jusqu'à la paix et le bannissement ensuite à perpétuité; je crois, dans ma conscience, remplir le vœu de mes commettans; voilà mon désir, et je suis sans crainte ». La peine de mort ayant été votée par une courte majorité, le roi Louis XVI a été guillotiné le 21 janvier 1793. Vous pouvez retrouver tous les noms des députés dans Votes sur la mort de Louis XVI.
- Henri Ghéon (1875-1944) né Henri Léon Vangeon à Bray-sur-Seine, au 37 Grande Rue, c’est-à-dire la Pharmacie. Son père fut pharmacien ; lui fut d'abord médecin à Bray, puis poète, critique, dramaturge, romancier, musicien et même peintre à ses heures. En sa qualité de critique, il rencontrera en 1897 André Gide qui deviendra son meilleur ami et qui passera le voir à Bray, accompagné de Marcel Drouin, les 24 et 25 janvier 1902. Il devient romancier en 1900, son premier volume, Le Consolateur, a été lancé par Léon Blum, comme chroniqueur et critique littéraire. André Gide trouve reposant de fréquenter un homme qui n'a, apparemment, d'autre préoccupation que de jouir de la vie. Il est vrai que sa devise est : "De tout. Beaucoup. Deux fois". Il sera l'un des fondateurs en novembre 1908 de La Nouvelle Revue française littéraire (NRF). Henri Ghéon (se prononce Guéon) s'illustrera à la Grande Guerre comme médecin, il aura plusieurs citations à la croix de guerre et sera fait chevalier de la Légion d'honneur en 1920. Il était né catholique par sa mère mais il perdit la foi à l'adolescence et il la recouvra pendant la guerre et tous ses écrits et ses actes s'en imprégneront. Henri Ghéon, poète adepte du vers libre, est également dramaturge et romancier. Quelques œuvres : Chansons d'Aube, La Solitude de l'été, L'Eau de vie, Le Consolateur, Le Pain, La Vieille Dame des rues, L'Homme né de la guerre, etc. Une plaque commémorative a été apposée sur la maison natale d'Henri Ghéon le dimanche 29 avril 1956 après une messe sous la présidence de Bros, vicaire général de Meaux. Les orgues tenus par Madame Reb et les chœurs de 50 exécutants dirigés par le curé-doyen Benes permirent d'entendre cette messe chantée de Mozart. La remise de la plaque a été faite par Jacques Reynaud, président de l'Association des Amis d'Henri Ghéon. L'allocution a été faite par M. Lebouc Jacques, maire de Bray-sur-Seine et conseiller général. Ensuite une représentation théâtrale, une œuvre d'Henri Ghéon : Le Noël sur la Place, a été présentée sous la halle. Une rue de Bray-sur-Seine porte son nom. Un livre, Henri Ghéon, camarade de Gide, biographie d'un homme de désirs, écrit par Catherine Boschian-Campaner a été publié en mai 2008 aux Presses de la Renaissance.
- Jérôme Garcin, journaliste, écrivain, critique littéraire, est né le 4 octobre 1956 à Paris. Il a passé des vacances à Bray-sur-Seine dans la maison -côté maternel, familles Penancier et Launay- à l'angle de la rue de l'étang Broda et de la route de Sens. Il a perdu son frère jumeau Olivier le 7 juillet 1962 mort d'un accident de la route par un chauffard qui ne s'est pas arrêté et que son père aurait bien voulu retrouver, seulement pour lui dire : "Monsieur, l'enfant que vous avez renversé, est mort". La tombe d'Olivier et de son père -décédé à l'âge de 45 ans d'une chute de cheval- se trouve dans le cimetière de Bray-sur-Seine. Jérôme Garcin a écrit notamment : Olivier en 2011 et La Chute de cheval en 1998 parus aux Éditions Gallimard.
- Jean-Marie Ragon (1781-1862) né à Bray-sur-Seine, auteur de nombreux ouvrages maçonniques.
- Eugène Penancier (1873-1955) est né à Bray-sur-Seine. Il fut maire de cette ville, sénateur de Seine-et-Marne et ministre de la Justice dans les « gouvernements Édouard Daladier » 1 et 2. Une rue porte son nom à Bray-sur-Seine.
- Victor Hugo (1802-1885). Le 28 juillet 1835, il aurait séjourné à l’auberge de l’Écu, sur laquelle il a écrit ces vers : « Au diable, auberge immonde, hôtel de la punaise / Où la cuisine pue, où l’on dort mal à l’aise / Où la peau le matin se couvre de rougeurs / Où l’on entend chanter les commis voyageurs. » L’auberge de l’Écu était située au bas à gauche de la rue du Pont, aujourd’hui rue du Général-Leclerc. Une rue porte son nom à Bray-sur-Seine.

### Héraldique, logotype et devise
| Armes de Bray-sur-Seine | Les armes de la commune se blasonnent ainsi : De gueules à la tour crénelée de cinq pièces d'or accostée de deux palmiers de sinople, le tout terrassé du même, au chef cousu d'azur chargé de trois fleurs de lys d'or. |

Le sceau et le blason de la châtellenie de Bray sur Seine datent probablement du XIVe siècle. La tour féodale de Bray est un symbole de puissance. Les fleurs de lys représentent l’appartenance royale. Les rameaux d’olivier sont un emblème de paix. Le blason de la ville s’est inspiré du blason de la baronnie. À partir du XIXe siècle, les rameaux d’olivier sont remplacés par des palmiers.
Les ornements extérieurs, non représentés ici, sont une couronne murale, une ancre en pal, représentant l’aspect fluvial de la commune et la croix de guerre, attribuée à la ville le 11 novembre 1948 en raison de l’attitude héroïque de Bray durant l’occupation allemande.